# 魷魚遊戲 (第一季)
《魷魚遊戲》是一部韓國Netflix原創劇集，於2021年9月17日在Netflix全球上線，也是魷魚遊戲系列的第一季作品，本劇在全世界的成功也帶動世界各國到韓國旅遊的流行趨勢。魷魚遊戲由黄东赫執導和編劇，也是其首度执导Netflix原创剧，並由李政宰、朴海秀、吳永洙、魏化儁、鄭好娟、許城泰、金姝怜、阿努帕姆·特里帕蒂、劉星柱和李瑜美主演。
本劇讲述456位背景各異但同樣債台高筑的玩家，為了贏得456億韓元的獎金，參加一系列致命的兒童遊戲。該系列的名字取自於名字相似的韓國兒童遊戲。黄东赫根據自己早年的經濟困難以及韓國的貧富差距構思了本劇的故事。
本劇播出後短时间就躍升為Netflix最受歡迎的原創劇集，播放量在94个国家的排行榜上位居首位。自9月17日上映以来，仅仅17天就吸引了1.11亿户观众，超过了Netflix英伦古装剧过去28天创下8,200万观众的纪录成為Netflix史上最受歡迎的影集。
2022年6月13日，Netflix官方宣布續訂第二季，在2024年12月26日上架。此外Netflix還拍攝了改編本劇的實境節目《鱿鱼游戏：真人挑战赛》，內容講述456名參賽選手比賽爭奪巨額獎金；節目於2023年11月22日上架Netflix。

## 剧情簡介
居住於首爾道峰區雙門洞的尼特族成奇勳，靠著微薄的薪水與母親的錢討生活。曾經家庭幸福的他卻在十年前因就職的汽車公司重整而失業，加上創業屢遭不順，最終導致三年前妻離子散。從此過著漫無目的、沉迷賭博的落魄生活，某天在賽馬中幸運贏錢卻不巧遇到追債人，逃跑期間還遭遇扒手偷走獎金，走投無路之下無奈簽下《放棄身體切結書》。當天晚上，絕望的他在地鐵月台遇到一名神秘男子，先與其玩畫片勝出後，再給他名片邀請他遊玩一個獎金豐厚的遊戲。為了爭取到愛女的撫養權，以及治療日益病重的母親，奇勳在半信半疑下加入此遊戲。
該遊戲總共456人參加，他們雖然背景各異，但都與奇勳一樣在經濟、生活方面走投無路，其中包括當時偷了奇勳賭馬贏得的獎金的脫北者姜曉，以及奇勳的兒時好友、首爾大學畢業卻犯下侵吞罪的曹尚佑。遊戲為期六天，在某神秘組織把守下的島上進行，內容為「一二三木頭人」、「拔河」等六個兒童傳統遊戲。敗者將面臨以死淘汰的命運，但最終勝者可獲得高達456億韓圓獎金。本劇故事圍繞著此遊戲各個進度、其背後的黑幕，以及每位參賽者的人性考驗而展開。

## 演員

### 主要角色
| 演員              | 角色 （#參賽者編號）   | 介紹 | 日語配音 | 英語配音      | 國語配音 |
| ----------------- | ---------------------- | --- | -------- | ------------- | -------- |
| 李政宰            | 成奇勳 （#456）        | 47歲。前汽車公司員工，如今當代駕司機，成長於首爾道峰區雙門洞。大韓工業高中畢業，收入微薄、窮困潦倒的他僅剩「善良」。曾有段幸福的日子，然而因待十年的公司重整而失業，經過幾次創業失敗，而在債務和賭博之間來回徘徊。三年前妻離子散後，從此過著漫無目的的生活。某天贏了賽馬卻被姜曉偷走獎金，被債主逼使簽下「放棄身體切結書」，在地鐵站收到神秘男子給的卡片，雖然認為不可信，但為了女兒著想、母親的醫藥費、加上為了摆脱生活困境，還是鋌而走險去參與比賽。 | 坂詰貴之 | 格雷格·千     | 宋克軍   |
| 朴海秀            | 曹尚佑 （#218）        | 46歲，前證券公司組長，成奇勳於雙門洞的兒時鄰居兼最好玩伴。從小天資聰敏，曾以第一名優異成績考進首爾大學經營管理系，人稱“雙門洞的驕傲”。畢業後加入一家大投資企業，但外表成功的他卻用職務之便侵吞公款、投資股票，然而因期貨失利而淪為身負超過60億韓元巨債的失敗者，無顏面對親朋好友的他參與遊戲改變窘境。過程中偶然跟奇勳重逢，但隨著遊戲進度逐漸露出自私本性，為活命與爭贏開始不擇手段，不惜犧牲別人、甚至同伴的性命来贏得這場比賽。                     | 中川慶一 | 斯蒂芬·傅     | 李世揚   |
| 吳永洙            | 吳一男 （#001）        | 患有末期腦瘤的七十多歲老人，是最年長的遊戲參與者，但對兒時玩過的傳統遊戲頗有經驗。認為生命非常短暫且冒險，與其被生存遊戲所嚇倒，不如盡心投入。在遊戲中與成奇勳結伴且彼此信任，因看到他仿佛看到自己的兒子。 | 伊藤和晃 | 木村秀夫      | 夏治世   |
| 魏化儁            | 黃俊昊                 | 隸屬於首爾道峰警察署的年輕警察，黃仁昊的弟弟，正在四處尋找失蹤的哥哥。在哥哥租屋處裡偶然發現一張畫有三種圖形的名片，與成奇勳在警署陳述“生死遊戲案件”時提供的名片一致，使他決定隻身潛入組織中臥底查緝並尋找哥哥。 | 榎木淳彌 | 唐納德·張     | 王辰驊   |
| 鄭好娟            | 姜曉 （#067）          | 一名沉默寡言的脫北者，手腳輕快的她靠當扒手謀生，曾偷去成奇勳賭馬贏來的456萬韓元。陪弟弟離開朝鮮後將他獨自留在孤兒院，希望能把脱北失败的母親帶到韓國得以一家團聚，因此她把所有賭注押在這場比賽上。 | 國立幸   | 薇薇安·盧     | 張乃文   |
| 許城泰            | 張德秀 （#101）        | 來自仁川的黑幫分子，性情殘忍狂暴、貪得無厭。曾經私吞自己老闆的錢，東窗事發後還在菲律宾賭場欠錢而受追殺，走投無路之下加入遊戲換取翻盤機會。在遊戲中召集一群流氓組隊，不惜靠犧牲别人以赢得比賽。 | 相澤正輝 | 保羅·中內     | 林谷珍   |
| 金姝              | 韓美女 （#212）        | 一名唯利是圖且略神經質的戲精女子，典型的牆頭草，時不時換邊站，試圖以某種方式組建一個團隊。遊戲中曾投靠張德秀但被無情抛弃，就此痛恨他而决心找機會報仇，期間一度投靠成奇勳一行人的隊伍。 | 小松由佳 | 史蒂芬妮·小村 | 連思宇   |
| 阿努帕姆·特里帕蒂 | 阿里·阿卜杜勒 （#199） | 來自巴基斯坦的非法外籍勞工，为過上好日子陪妻小遠到韓國。曾因工業事故而弄斷左手無名指及尾指，卻始終未得到工廠醫疗補貼、甚至還被積欠半年薪資，故加入遊戲尋找新的機遇，習慣對每一個人都稱呼為「老闆」。 | 佐藤節二 | 拉瑪·瓦盧里   | 賈文安   |

### 次要角色

#### 遊戲參加者
| 演員        | 角色 （#參賽者編號） | 介紹 | 日語配音   | 英語配音  | 國語配音 |
| ----------- | -------------------- | --- | ---------- | --------- | -------- |
| 李瑜美      | 智英 （#240）        | 前科犯，曾被當牧師的父親家暴和性侵，直到一天目睹父親殺死母親后弑父而入獄。出獄後收到組織名片，無處可去、家破人亡、又生無可戀的她決定加入遊戲。                                                 | 久保百合花 | 結城露娜  | 陳貞伃   |
| 劉星柱      | 炳基 （#111）        | 外科醫生，曾因醫療事故造成患者死亡，也因此遭遇醫患糾紛賠償、收入問題，故迫不得已參加遊戲。在遊戲中秘密幫助工作人員摘取器官進行走私，以該籌碼獲知下一項遊戲內容，並以此在遊戲中投靠強大的隊伍。 | 松川裕輝   | 布萊恩·金 | 馬伯強   |
| 金允泰      | （#069）             | 和妻子（#070）一起參加遊戲的人。 |            |           |          |
| 李智夏      | （#070）             | 和丈夫（#069）一起參加遊戲的人。 |            |           |          |
| 金瑞炫 （김서현） | （#244）             | 一名牧師。 |            |           |          |
| 李斗石      | （#062）             | 一名數學老師。 |            |           |          |
| 李尚熙 （이상희） | （#017）             | 一名玻璃師傅，有着超過30年工作经验，能通过光线和声音判断玻璃种类。 |            |           |          |

#### 其他人物
| 演員   | 角色       | 介紹                                                                           | 國語配音 |
| ------ | ---------- | ------------------------------------------------------------------------------ | -------- |
| 金英玉 | 成奇勳之母 | 市場菜販，奇勳唯一的依靠，患有糖尿病，無力負擔醫藥費用而導致病情日漸惡化。     |          |
| 朴惠珍 | 曹尚佑之母 | 市場海產販，與奇勳關係很好，以事業有成的兒子尚佑為傲，然而並不知道他犯罪負債。 | 陳貞伃   |
| 姜末今 | 成奇勳前妻 | 三年前與無心照顧家庭的成奇勳離婚後再嫁，同時決定一家搬去美國。                 |          |
| 趙雅仁 | 成佳英     | 成奇勳與前妻的女兒，跟父親維持著良好關係。                                     |          |
| 李書煥 | 朴正倍     | 成奇勳的童年好友，經常跟奇勳一起賭馬。陪妻子經營啤酒屋，同樣有經濟困難。       |          |
| 金永善 | 朴正倍之妻 | 陪丈夫經營酒吧。                                                               |          |
| 金法萊 | 金政來     | 高利貸公司「陽光資本」代表，成奇勳的債主，逼他簽下《放棄身體切結書》。         |          |
| 朴施完 | 姜哲       | 姜曉的弟弟，無依無靠而在保育院生活。                                           |          |

#### 貴賓
- 约翰·D·迈克尔斯（John D. Michaels） 饰演 VIP 1
- 丹尼爾·C·肯尼迪（Daniel C. Kennedy） 饰演 VIP 2
- David Lee 饰演 VIP 3
- 傑佛瑞·朱利亞諾（英语：Geoffrey Giuliano） 饰演 VIP 4
- 史蒂芬·莫耳（Stephane Mot） 饰演 VIP 5
- 麥可·戴維斯（Michael Davis） 饰演 VIP 6

### 特別演出
| 演員   | 角色             | 介紹                                                     | 國語配音 |
| ------ | ---------------- | -------------------------------------------------------- | -------- |
| 孔劉   | 西裝男           | 遊戲組織的招募員，在地鐵約成奇勳玩打畫片的神秘西裝男子。 | 李世揚   |
| 李炳憲 | 黃仁昊           | 黃俊昊的哥哥，2015年遊戲冠軍，現為遊戲負責人。           | 夏治世   |
| 李廷晙 | 年轻的蒙面管理员 | 被胁迫摘下面具的组织人員，后因此违反规则被负责人枪杀。   |          |

## 集數列表
第一季共播出9集，每集片長約32至63分鐘（第8集時長僅有約30分鐘），皆於2021年9月17日在Netflix的所有覆蓋地區上線。
| 總集數 | 集數 （季） | 標題                            | 導演   | 編劇   | 上線日期      |
| --- | ----------- | ------------------------------- | ------ | ------ | ------------- |
| 1 | 1           | 一二三，木頭人        | 黃東赫 | 黃東赫 | 2021年9月17日 |
| 負債累累的落魄中年成奇勛陪母親住在道峰區雙門洞過活，生活邋遢導致妻離子散，一日幸運在賽馬中贏得獎金卻被女扒手姜曉偷走，兩手空空之下受債主脅迫簽下期限一個月的《放棄身體切結書》。晚間陪女兒慶祝完生日後，奇勛在地鐵站中遇到一名神秘西裝男子，其用高額獎金誘惑他參與自己所代表的神秘組織即將舉行的“遊戲”。對此半信半疑的奇勛得知女兒即將陪繼父搬去美國，為了盡到父親責任而致電對方答應參與，但坐上接應車時就吸入催眠瓦斯昏睡過去，醒後發現自己伴隨另外455名素昧平生、同樣債台高築的參與者共聚一間大型寢室中。所有參與者集體被換上標號碼的綠色運動服，聽從一群身穿粉紅連身衣、佩戴三種不同圖案面具的工作人員指示。最晚加入的奇勛列為456號，在人群中首先認識最年長的001號，之後還找到童年好友曹尚佑身為218號，得知他因牽扯金融犯罪而同樣背債；另外之前偷走他獎金的姜曉身為067號。由於被承諾贏家會榮獲更多獎金，眾玩家紛紛簽下同意書參與遊戲，而第一關是限時五分鐘的一二三木頭人，原是眾人都非常熟悉的傳統兒童遊戲，然而誰一旦被偵測到在念完口令時移動身體，則會直接以槍斃的形式淘汰。數量近一半的參與者都因驚慌失措而喪命，使場地在短短一分鐘內血流成河，奇勛靠尚佑指引以及199號舉手相助，成功在規定時間內過關倖存。 |             |                                 |        |        |               |
| 2 | 2           | 地獄                  | 黃東赫 | 黃東赫 | 2021年9月17日 |
| 首項遊戲淘汰的255名參與者全部火葬處理，剩餘201人要求結束遊戲離開此地，由於同意書上規定「超過半數參與者同意的情況下即可中斷遊戲」，管理員便同意讓眾參與者以投票形式決定去留。靠001號的最後關鍵一票，眾人得以中止遊戲而安全返家，同時也被迫捨棄首項遊戲中積攢的255億韓元獎金（一名參與者等於一億韓元）空手而歸。所有人分別被蒙眼扔到不同的地方，雖然死裡逃生卻也必須返回各自地獄般的生活困境之中。奇勛原先去報警卻沒被採信，唯獨一名在調查失蹤哥哥下落的年輕警察黃俊昊相信其說法，因他哥哥宿舍中留有相同的遊戲名片。奇勛隨後得知母親因糖尿病惡化而急需手術費，接連拜託親朋好友借錢卻紛紛遭拒絕，直到街上巧遇001號後得知他因腦瘤末期、不願在外等死而決定回去遊戲中。背負巨債的尚佑無法面對被警察找上門的母親，而身為脫北者的姜曉仍在想辦法救出困在的母親以及孤兒院中的弟弟。另外包括身為黑幫分子的101號張德秀，他因金錢糾紛而遭黑白兩道追殺；以及身為非法外籍勞工的199號阿里，他回到工廠時與私吞自己工資的老闆起爭執，導致老闆被工廠器械夾碎手，僅能搶跑他的錢以安頓妻小。走投無路的一行人憑藉自身意願重新加入遊戲，即使深知會踏上一條不歸路。俊昊靠追蹤奇勛動向，暗中尾隨遊戲組織的接應車輛。 |             |                                 |        |        |               |
| 3 | 3           | 撐傘的男人            | 黃東赫 | 黃東赫 | 2021年9月17日 |
| 俊昊尾隨接應車隊成功潛伏進組織內部，過程中殺死並冒充29號勞工，搭船渡海抵達遊戲所在的海島上。總共187名參與者返回遊戲中，有過經驗且做好心理準備的眾人開始各自組隊以面對各種情況，奇勛、尚佑、阿里及001號組成隊伍，而另一邊的德秀則召集一群強者組成隊伍。姜曉晚間藉由共同上廁所的212號韓美女掩護，爬入上方通風管道觀察到一群勞工在為隔天的遊戲備材料，注意到對方正在融化砂糖而得知下一項遊戲內容。隔天遊戲時，參與者們跟隨指示在四個不同圖案中四選一，各自得到印有對應圖案的椪糖，得知必須在限時十分鐘內將糖中心的圖案完整取出即可過關。一部分人因損壞圖案而被當場淘汰槍斃，尚佑、阿里、姜曉等少許參與者挑到簡單的圖案而輕鬆過關，韓美女暗中用偷帶進來的打火機作弊取勝，隨後扔給德秀讓他過關以便投靠其隊伍。奇勛挑到最困難的雨傘圖案，最後卻靈機一動靠舌頭舔背面、融化圖案虛線部分而僥倖通關；而他身邊包含001號在內的一部分參與者則照他的做法順利過關。剩餘沒按時完成的參與者全被屠殺，唯獨119號因不服輸而奪槍抓一名管理員做人質，強制他拿下面具示人，但發現其真面目是一名年輕人後認命舉槍自殺。監管遊戲的負責人隨後進來槍殺違規脫下面具的管理員，而臥底的俊昊在清場時撿走他的管理員面具。 |             |                                 |        |        |               |
| 4 | 4           | 即使被困住也要選邊站  | 黃東赫 | 黃東赫 | 2021年9月17日 |
| 身為醫生的111號參與者炳基跟幾名工作人員勾結，幫他們在已故參與者的遺體上摘取器官進行黑市交易，得以提前獲知下一項遊戲。隨著工作人員有意給少食物，在寢室內部製造爭執與衝突，德秀帶領隊伍在就寢熄燈時掀起暴動、大肆殺害參與者；這也是組織安排的特別遊戲。除了韓美女以外，炳基同樣靠透漏遊戲項目的條件巴結德秀的隊伍而受保護，奇勛一行人則挺身保護姜曉免受德秀傷害，眾人堅持到工作人員進來干預。冒充管理員的俊昊發現哥哥不在參與者之中，就寢時聽見睡在隔壁的28號咳出摩斯密碼呼叫自己。奇勛一行人交換彼此的姓名建立信任關係，唯獨001號因腦瘤而想不起自己的姓名。眾人隔天跟隨遊戲指示組成10人一組，姜曉拉攏無依無靠的240號智英入隊。德秀事先靠炳基透漏而召集強壯人馬，滿員後將韓美女一腳踢開，造成她與剩餘弱者全部加入奇勛隊伍中。第三項遊戲公佈為拔河，首先上陣的德秀隊伍因力量大而輕鬆獲勝，對頭隊伍則被集體拉下橋墜亡。力量上完全不佔優勢的奇勛隊伍，僅能聽從當中頗有拔河經驗的001號指導上陣。 |             |                                 |        |        |               |
| 5 | 5           | 平等的世界            | 黃東赫 | 黃東赫 | 2021年9月17日 |
| 奇勛隊伍跟從001號指導以及尚佑的敏捷思維，費勁九牛二虎之力成功拉過另一頭隊伍，回去寢室時開始搭建掩體、且輪流守夜預防暴動再次發生。奇勛以周遭的情況回憶起自己十年前經歷過的汽車公司反裁員罷工所形成的暴動事件，跟他一起守夜的001號突然開始發燒、身心不穩。炳基趁夜裡返回地下室繼續器官摘取工作，而俊昊重新換回29號勞工身份，跟著28號到採集室取貨，準備將摘取的器官靠潛水方式走私給買家。俊昊聽到這群人曾處理過一具死於首項遊戲、少一顆腎的遺體，懷疑那是曾將腎捐給自己的哥哥而在地下潛水庫脅迫28號問清楚，即使得知該遺體實為女性，俊昊仍憤怒地槍殺28號。而炳基因為工作人員都不知隔天的遊戲項目，在手術室內引發內鬥，最終導致負責人發現他們一行人的意圖，逃上樓的炳基最終伴隨所有參與器官交易的工作人員被處決。俊昊靠潛水庫的避難通道潛入負責人觀看遊戲的貴賓室，在資料庫中摸索時驚訝地得知這場每年一屆的生死遊戲已運行長達三十年之久，而自己的哥哥黃仁昊則身為2015年時的冠軍。 |             |                                 |        |        |               |
| 6 | 6           |                       | 黃東赫 | 黃東赫 | 2021年9月17日 |
| 所有參與者進行第四項遊戲前，目睹炳基及其他從事器官交易的組織人員遺體被吊起來示眾，獲知這些人因觸犯這裡“一律平等”的規矩而受到應有的懲罰。遊戲進行前，剩餘39名參與者跟隨指示組成兩人一組，每人都跟自己最信任的同伴成為搭檔，唯獨韓美女一人找不到搭檔而被帶走。然而第四項遊戲卻是讓每組搭檔彼此進行生死競爭的打彈珠遊戲，以任何非暴力形式獲得搭檔十顆彈珠的人即可獲勝。在限時三十分鐘內，幾乎每組搭檔都在強忍內心的痛苦互相競爭，姜曉和智英利用這三十分鐘交流彼此的姓名與過往，而智英最後自願將勝利讓給姜曉，被殺前感謝姜曉願意跟她結伴。尚佑為了取勝不惜埋沒良心欺騙與自己搭檔的阿里，偷偷將他袋中的彈珠換成石子、再找藉口將他支開後獨自離開場地，繞一圈返回原地的阿里，意識到自己被出賣的同時直接被槍殺。奇勛選擇跟001號做搭檔，卻僅能不情願地利用001號逐漸加重的失智症騙取他手中的彈珠，直到最後得知001號從一開始就識破自己的騙局。001號突然自行走到場地中相似於自己住過的老家的一棟房子前，將手中最後一顆彈珠送給奇勛而讓他勝利，將他稱為自己的「剛布」（意為最信任的朋友）以感謝他的陪伴。最後之際，001號想起自己的名字為吳一男，不忍心直視場面的奇勛，淚聲俱下地聽著槍聲走出遊戲場地。 |             |                                 |        |        |               |
| 7 | 7           | 貴賓們                | 黃東赫 | 黃東赫 | 2021年9月17日 |
| 奇勛、尚佑、姜曉、德秀與其他12名參與者返回寢室，發現唯一沒參與遊戲的韓美女安全地在寢室等他們；而069號在遊戲中被迫犧牲與自己搭檔的妻子，因打擊沉重而在就寢時上吊自殺。隔天，來自世界各國的六位貴賓蒞臨海島，除了在現場觀摩遊戲取樂以外還對參與者的生存幾率下注。俊昊打昏冒充一名面具服務生，過程中偷用手機錄下一切，其中一名貴賓將俊昊帶出場至私人房間準備進行性愉悅。俊昊當機立斷奪下場面，用手機錄下該貴賓陳述的罪證後，靠避難通道潛水逃離海島。與此同時，奇勛一行人參與第五項遊戲墊腳石橋，所有參與者以各自事先選取的號碼排序形式輪流過橋，然而一旦在面前的兩組玻璃中選錯成無法承受重量的普通玻璃則會墜亡。幸運排在最後的奇勛、尚佑和姜曉目視前方的參與者們一個接一個墜橋喪生，當輪到德秀時，他因怕死而拒絕往前走。韓美女隨後上前緊抱著德秀不放，為了懲罰德秀背棄過自己，最後抱著他雙雙跳橋同歸於盡。排在倒數第四的017號因當過玻璃師傅而能靠光線辨識出有機玻璃，協助身後的奇勛、尚佑和姜曉三人安全向前幾格，然而直到負責人將場地變昏暗而無法再辨識。由於時間即將到頭，尚佑將017號推下橋墜亡以確認最後一格玻璃，使身後的奇勛和姜曉成功過橋。當時間一到，整座橋全部同時爆破而碎片四濺。 |             |                                 |        |        |               |
| 8 | 8           | 代表人物              | 黃東赫 | 黃東赫 | 2021年9月17日 |
| 最後三名參與者奇勛、尚佑和姜曉均被换上禮服，在寢室中享用一頓豐盛晚餐，當工作人員收走餐具時，為三人均留下一把牛排刀。奇勛經過前一項遊戲看清尚佑不擇手段取勝的自私本性，與他決裂友情的同時思考如何用手中的刀對他下手。他打算與姜曉聯手去殺尚佑，但姜曉勸服奇勛遵從不殺人的本質，加上她剛好在之前的遊戲中被飛濺的玻璃刺傷腹部，傷重之下虛弱不堪。姜曉深知自己可能活不下去而囑託奇勛，她們二人當中誰能活著走出去便會照料彼此的家人，隨後很快傷重昏過去。奇勛敲打寢室門試圖幫她求救，然而尚佑卻趁機下手結束姜曉的性命，而工作人員僅進門帶走她的遺體拿去火化，憤怒的奇勛在對尚佑動手之前就被工作人員按倒在地。另一方面，俊昊潛水遊至最近的無人島上，卻發現手機信號微弱而難以傳出錄影證據，最後被負責人帶領隊伍追上。站在懸崖邊窮途末路的俊昊用最後一顆子彈擊傷負責人的右肩，然而目睹其面具之下的真面目竟是自己的哥哥黃仁昊。俊昊最後拒絕與哥哥同流合污，負責人便毫不留情地開槍，使俊昊中槍落入海中。 |             |                                 |        |        |               |
| 9 | 9           | 幸運之日              | 黃東赫 | 黃東赫 | 2021年9月17日 |
| 最後一項遊戲是奇勛和尚佑童年最為熟悉的魷魚遊戲，使這對曾經情同手足的好友在魷魚圖案中展開生死決鬥，最終是尚佑倒地不起。然而勝利在望的奇勛突然打算中止遊戲，寧願放棄獎金且向尚佑伸出援手做回曾經的朋友，對此感化的尚佑懊悔自己的行徑而拔刀自刎，死前囑託奇勛照顧好自己的母親。獲勝的奇勛被釋放回首爾，得到一張存有456億韓元獎金戶頭的信用卡，然而回家後卻發現自己母親已在家中病逝。一年後，因為內疚而獎金一分未花的奇勛淪為生無可戀的遊民，直到一晚突然收到自己的「剛布」所寄的邀請卡，來到指定大樓震驚地發現是躺在病床上即將壽終的吳一男。一男坦述自己身為策劃遊戲的幕後主人，靈感均取自自己童年玩的遊戲，聲言一切都是讓富豪盡興的“娛樂”，並表示自己參與進去是想在生命最後再次回味曾經的美好玩樂時光。惱羞成怒的奇勛最後陪他互賭一名當時在樓下受凍垂死的醉漢，是否會在午夜前得到他人救助，當醉漢最終被路人叫來的警車救走時，床上的一男剛好在午夜整點病逝。奇勛因此重獲生活信心而改頭換面，到孤兒院接走姜曉的弟弟且託付給尚佑母親照顧，並分給她們一部分獎金，留字條稱這筆錢是自己「跟尚佑借的錢」。不久，奇勛準備搭機去美國洛杉磯探望女兒時，卻在地鐵站中看到曾給自己遊戲邀請卡的西裝男仍在引誘其他人，奇勛沒能攔住他、僅搶到他送給別人的邀請卡，上飛機之際聯繫對方，急切想知道如今的負責人。電話另一頭的負責人希望奇勛能看在自己家人份上就此罷手，而奇勛最終沒有上飛機且原路返回航站，發誓會徹底阻止遊戲的進行。 |             |                                 |        |        |               |

## 剧情设定

### 项目列表
| #                                                                                             | 项目         | 規則 | 人數       | 人數     | 人數       |
| #                                                                                             | 项目         | 規則 | 參與者人數 | 淘汰人數 | 生存者人數 |
| --------------------------------------------------------------------------------------------- | ------------ | --- | ---------- | -------- | ---------- |
| 1                                                                                             | 一二三木頭人 | 參赛者需在當鬼的大木偶每次倒數時向前走，在5分钟內越過紅線即可过关。在移動时被回头的木偶发现，或者未按时完成的参赛者将被当场枪毙。 | 456        | 255      | 201        |
| 投票                                                                                          | 投票         | 由参赛者提出，根据参加同意书第三项决定是否中断遊戲。只要最終贊成人數過半就會生效。 | 201        | 0        | 201        |
| 2                                                                                             | 椪糖         | 先让参赛者在不知游戏情况下选择三角形、圓形、星形、傘形任一图案，后每人会获得一块盖有对应图案的椪糖。参赛者在10分钟内用细针完整剝落圖案即可过关，椪糖圖案破损或未按时完成的参赛者将被当场枪毙。                                                                                             | 187        | 79       | 108        |
| SP                                                                                            | 特別遊戲     | 在就寝时间開始時，讓所有參賽者自相殘殺。 | 107        | 27       | 80         |
| 3                                                                                             | 拔河         | 每10人一组，对战双方由组织抽签决定。每队各站在高塔一端并被铐在绳上，将对方全体拉下即可过关。輸方将因繩子被中间装置切斷而墜亡。 | 80         | 40       | 40         |
| 4                                                                                             | 打彈珠       | 參赛者先在不知游戏情况下寻找同伴组成2人一組，之后每人会获得10顆彈珠，并得知其對手均为同组的对方。參赛者在30分钟内以任何非暴力方式贏到對方10顆彈珠即可过关，输者或未按时完成者将被当场枪毙。未能组成队伍的“边缘人”则被免赛并回到宿舍。                                                      | 38         | 22       | 17         |
| 5                                                                                             | 墊腳石橋     | 參赛者先在不知游戏情况下选择并穿上数字马甲来决定过桥顺序，之后要在16分钟內赤腳走過一條懸掛在高空、由16組玻璃組成的橋，每步需要從一組兩塊玻璃（分别為可承重两人的強化玻璃与无法承重的普通玻璃）中選擇其一走過，顺利到达终端即可过关，踩中普通玻璃者即當場坠亡。时间一到，所有玻璃将被爆破。 | 16         | 13       | 3          |
| 6                                                                                             | 魷魚遊戲     | 決賽者先投硬币决定游戏攻守方，并均被允许以武力作對抗。攻方達陣至魷魚圖案最上方圓形部位即獲勝，守方獲勝则需將攻方推出魷魚圖案外面。如若其中一方无法继续游戏时，剩余那方即为最终胜者。败者将被当场枪毙。                                                                                     | 2          | 1        | 1          |
| 註：每個項目完結後，工作人員會公布目前累積獎金。每「淘汰」（實則是被殺死）一人可累積1億韓元。 |              | |            |          |            |

### 人物階層
| 工作人員                                                                       | 工作人員 |
| 角色                                                                           | 介绍 |
| ------------------------------------------------------------------------------ | --- |
| 勞工                                                                           | 層級最低職位。負責后勤事务，包括烹煮食物、搬運和處理屍體等。其宿舍被管理者监视，需要经过批准才能发言。佩戴面具图样为圆形。 |
| 士兵                                                                           | 擁有行使武力權限，常持槍出現。負責槍決遭淘汰的參賽者、維持秩序和確保遊戲進行。佩戴面具图样为三角形。                       |
| 管理者                                                                         | 指揮勞工和士兵，同時也負責控制所有監視器。常由士兵護送或者由勞工陪伴出場，負責發布和介紹遊戲事項。佩戴面具图样为正方形。   |
| 負責人                                                                         | 常戴着暗色几何化面具示人，監管一切有關遊戲事務，負責發號施令和接待貴賓。                                                   |
| 服務員                                                                         | 負責服務貴賓，佩戴黑色面具。                                                                                               |
| 非工作人員                                                                     | |
| 貴賓                                                                           | 遊戲贊助人，由一群来自世界各地的富豪組成。这些人均戴着金色动物面具，会到场观看游戏并對參賽者下注，以此取乐。               |
| 此外，除負責人外的其他工作人員皆不能在他人面前脫下面具，違反者將遭負責人槍決。 | |

## 制作

### 发展
2008年，黄东赫试着为自己写的一部与以往不同的电影剧本进行投资，但未能成功。在当时国内的债务危机下，黄东赫与其母亲及其祖母只能通过贷款以度过难关。在此期间，他于漫画咖啡店度过闲暇时光，并在其中阅读《大逃杀》、《LIAR GAME》以及《賭博默示錄》等生存漫画类作品后，通过作品中人物的处境与自己进行对比，构思出通过参加生存游戏以获得奖金还清债务的设定，后于2009年根据此设想撰写出电影大纲，此即《鱿鱼游戏》之雏形。黄东赫表示：“我想撰写一篇关于现代资本主义社会的寓言，讲述一些类似于现实生活中的激烈竞争的故事，但我也想使用那种我们都能在现实生活中遇到的人物形象。”他担忧在当时社会下本作的故事会显得“晦涩难懂且诡异”，后来也曾试图向韩国众多制片公司以及演员推销该项目，但均被表示其过于怪诞且不切实际，导致该项目最后被搁置。在后来十年间，黄东赫则通过执导其他三部作品取得佳绩，其中就包括2011年的《熔炉》与2017年的《南汉山城》。
黄东赫主要以他儿时游玩的韩国游戏为叙述基础，对一个本身无需注重竞争的儿童游戏，却成为群众在其中激烈对抗的生存游戏来作为讽刺点。关于本作游戏素材选择，成为其主游戏的“鱿鱼游戏”曾流行于1970与80年代的儿童群体；“一二三木头人”则因为能够潜在地一次性淘汰众多玩家而入选，黄东赫说道：“这个游戏能中选是因为充斥着这个场景的人们会因此无序地移动静止，这些可被视为一种荒唐的、但又令人悲哀的群体舞蹈。”他也打趣称他们选择的椪糖游戏可能会影响相关产品的销量，就像在上线之后热卖的黑笠一样。此外，“抓石子”“东，东，东大门”以及“为什么来我家？”（日本游戏“花一匁”的延伸版本）等游戏也成为其备选游戏。
2010年代，Netflix看见其服务的收视率在北美以外大增，开始对包括韩国在内的其他地区进行投资与制作。Netflix联合首席执行官泰德·薩蘭多斯也称在2018年就开始探索海外制作的成功机遇：“如果美国以外能出现下一个《怪奇物语》的话，那对我来说将是一件激动人心的事。因为除了好莱坞之外，尚未有其他地区能达到这个水準。”2019年，Netflix采纳了黄东赫的剧本，并在同年9月宣布将会出品其执导的原创剧，剧名最初定为。全球电视运营总管貝拉·巴賈里亞称“我们知道这部剧将会取得大成功，因为它出自一位颇受敬重与视角大胆的导演”，而且“韩剧也在亚洲地区流行甚广” 。而对于回归项目一事，黄东赫表示：“这是一个悲伤故事。但我回归项目缘于这个世界在十年来已经转变为一个能与那些惊人的生存故事相契合的环境，我也发现此刻也是人们开始将这些故事形容为‘耐人寻味’和‘现实化’的时候。” 他自称直到科技巨头将资本主义的发展带进新阶段，2016年特郎普当选，他才相信这部剧会引起很多观众的共鸣；2020年和21年的COVID-19疫情冲击了韩国各阶级层的经济差异，他进一步相信“与十年前相比，所有这些问题都让这个故事变得非常现实。”
本剧工作由黄东赫全局负责，其中花了半年时间撰写前两集剧本，之后便寻求朋友的帮忙以便推进进度。他也克服了在筹备本剧时产生的挑战，但因此身心俱疲，在制作第一季时就掉落六颗牙齿。黄东赫称其短期将不会撰写《鱿鱼游戏》第二季的剧本，因为目前尚未有对续集故事有一个发展完好的计划，他有可能会召集一支编导团队来帮助他，而且他也在构思一部电影，所以就算拍《鱿鱼游戏》第二季也将是在他拍完构思中的电影之后。黄东赫在接受《泰晤士报》访谈时表示，第二季可能会聚焦“代表人物”的故事，以及融入更多关于警方的情节。身为前警官的他说道：“我认为关于警方的问题不只出现在韩国，我曾在国际新闻上看到警察在解决事务时也能非常缓慢，就是因为他们没有及时快速地处理才会导致更多受害者出现或者局势变得越加糟糕。这正是我想提及的一个问题。” 

### 选角
李政宰所扮演的成奇勋颠覆他以往角色的魅力形象，原型是2009年双龙汽车反裁员罢工事件的组织者。郑好娟在新经紀公司请求下发去试镜影片，当时她正结束墨西哥的拍摄工作，准备参加纽约时装周。她抱着低期望参加第一次试镜，但黄东赫看到她从纽约发来的试镜影片，认为她犹如脱缰野马般狂野自由，故一眼相中了她。孔劉和李炳憲之前分别在电影《熔炉》和《南漢山城》与黄东赫有过合作，两人均受邀在剧中扮演小角色。对于阿里·阿卜杜勒的选角，黄东赫表示“在韩国找一个优秀的外国演员很难”，最终他选择了阿努帕姆·特里帕蒂，缘于后者的情绪表演能力以及流利的韩语。众贵宾的饰演者均为在亚洲生活的非韩国籍人士，其中的傑佛瑞·朱利亞諾因为在2020年电影的表现，让他有机会在《鱿鱼游戏》出演贵宾一角并与魏化儁上演对手戏。
演出阵容于2020年6月17日公布。

### 设计与拍摄
本剧从2020年6月至10月进行拍摄，其中因COVID-19疫情影响而被强制停拍一个月。城市场景均摄于大田广域市，而海岛场景则在位于仁川瓮津郡的仙甲岛上拍摄。
考虑到Netflix的目标是将作品推给全球观众，视觉效果得到强化，部分游戏的规则因应语言障碍问题作出简化调整。玩家与工作人员分别穿着不同制服，色彩对比强烈，淡化角色的个性。布景及服装色彩艳丽，给人异域的观感。本剧艺术总监蔡景舜（Chae Kyoung-sun）从1970年代的新村运动汲取灵感，参赛者统一穿着的绿色运动服是当时流行的运动服。而剧中的薄荷绿与粉红在剧中贯穿始终，源于1970至80年代的韩国校园用品与课本的主题配色。竞技场、员工宿舍和管理者办公室的复杂结构源于蚁群隧道，迷宫般的走廊和楼梯出自莫里茨·科内利斯·埃舍尔的视错觉艺术作品《相对论》，蔡景舜称，这些看似无限延伸的阶梯也象征着“对参赛者的一种束缚”；参赛者的宿舍则以“被抛弃半路的群众”为概念，通过使用白瓷砖来进行装饰，而弧形出入口则如同行车隧道。据蔡景舜解释，宿舍内的床铺在初期形似仓库货架般堆放着，但这些床铺随着剧情发展被用为进行临时防御的道具，剧组也拍下阶梯被破坏的样子，以此暗示众参赛者深困其中而无法脱逃的境况。此外，在多数游戏场景出现的蓝天白云墙壁参考自勒内·马格里特的系列画作《光明帝国》，于第八集出现的三角形餐桌则借鉴了朱迪·芝加哥的装置艺术品《晚宴》。
剧中场景多为实景与色键合成。第七集的垫脚石桥的场景在实拍时离地仅1.5（4.9英尺），但足以让演员们紧张并因此增添了表演效果，之后再通过色键合成来模拟出剧情中的骇人高度。而第五集出现的拔河场景则实际离地10（33英尺），能使某些演员们因畏高而进一步产生焦虑感。此外，剧组花费最多时间来搭建第六集出现的打弹珠中的街坊场景，创造出现实与幻想的结合体以影射游戏本身的生与死之本质。蔡景舜解释其被设计为多个小型场景的组合，这些小场景分别代表着剧中角色吴一男的每一个回忆。贵宾室是最后被设计的部分之一，蔡景舜表示他们后来决定采用动物主题来对人物服装与场景进行设计：“贵宾们是那种以取他人性命为乐，将他们当成棋子的人，因此我想在这个房间创造出一种有着强权以及原始风格的外观。”
第一集出现的机器洋娃娃源于名叫英熙的女孩，她曾出现在1970年代至1980年代韩国课本的封面上，机器人的刘海则与黄东赫女儿的刘海相仿。据蔡景舜解释，采用这位令人熟悉的角色是为了使童年回忆与参赛者绝望的恐惧中进行强烈对比。与此相似的，在第三集的椪糖游戏场景中，剧组使用了巨大的游乐设施部件作为装饰，以在剧中对应参赛者被唤起的童年回忆，而其中的椪糖则由首尔大學路的一位摊贩在剧组请求下花三天时间制作。

### 音樂
《魷魚遊戲》的原声带于2021年9月17日发行。 並運用古典音樂曲，海頓的小號協奏曲以及小約翰·施特勞斯的藍色多瑙河。
| 《魷魚遊戲》原聲帶 | 《魷魚遊戲》原聲帶             | 《魷魚遊戲》原聲帶 | 《魷魚遊戲》原聲帶 | 《魷魚遊戲》原聲帶 |
| 曲序               | 曲目                           | 作曲               | 藝術家             | 时长               |
| ------------------ | ------------------------------ | ------------------ | ------------------ | ------------------ |
| 1.                 | Way Back Then                  | 鄭在日             | 鄭在日             | 2:31               |
| 2.                 | Round I                        | 鄭在日             | 鄭在日             | 1:19               |
| 3.                 | The Rope Is Tied               | 鄭在日             | 鄭在日             | 3:18               |
| 4.                 | Pink Soldiers                  | 23                 | 23                 | 0:38               |
| 5.                 | Hostage Crisis                 | 23                 | 23                 | 2:22               |
| 6.                 | I Remember My Name             | 鄭在日             |                    | 3:13               |
| 7.                 | Unfolded...                    | 鄭在日             |                    | 2:38               |
| 8.                 | Needles and Dalgona            | 朴敏珠（박민주）   |                    | 3:44               |
| 9.                 | The Fat and the Rats           | 朴敏珠（박민주）   |                    | 1:52               |
| 10.                | It Hurts So Bad                | 鄭在日             |                    | 1:13               |
| 11.                | Delivery                       | 23                 |                    | 4:55               |
| 12.                | Dead End                       | 23                 |                    | 5:25               |
| 13.                | Round VI                       | 鄭在日             |                    | 5:54               |
| 14.                | Wife, Husband and 4.56 Billion | 鄭在日             |                    | 4:26               |
| 15.                | Murder Without Violence        | 朴敏珠（박민주）   |                    | 1:53               |
| 16.                | Slaughterhouse III             | 鄭在日             |                    | 8:16               |
| 17.                | Owe                            | 鄭在日             |                    | 2:26               |
| 18.                | Uh...                          | 鄭在日             |                    | 3:38               |
| 19.                | Dawn                           | 鄭在日             |                    | 6:41               |
| 20.                | Let's Go Out Tonight           | 鄭在日             |                    | 3:27               |
| 总时长：           | 总时长：                       | 总时长：           | 总时长：           | 69:49              |

### 字幕和配音
得益于Netflix在字幕和配音方面的投资，《鱿鱼游戏》在全球90多个国家与地区提供了30多种语言。而Netflix在2021年2月时宣布，在韩国制作的剧集和电影方面上的投资就高达5亿美元。

## 官方銷售

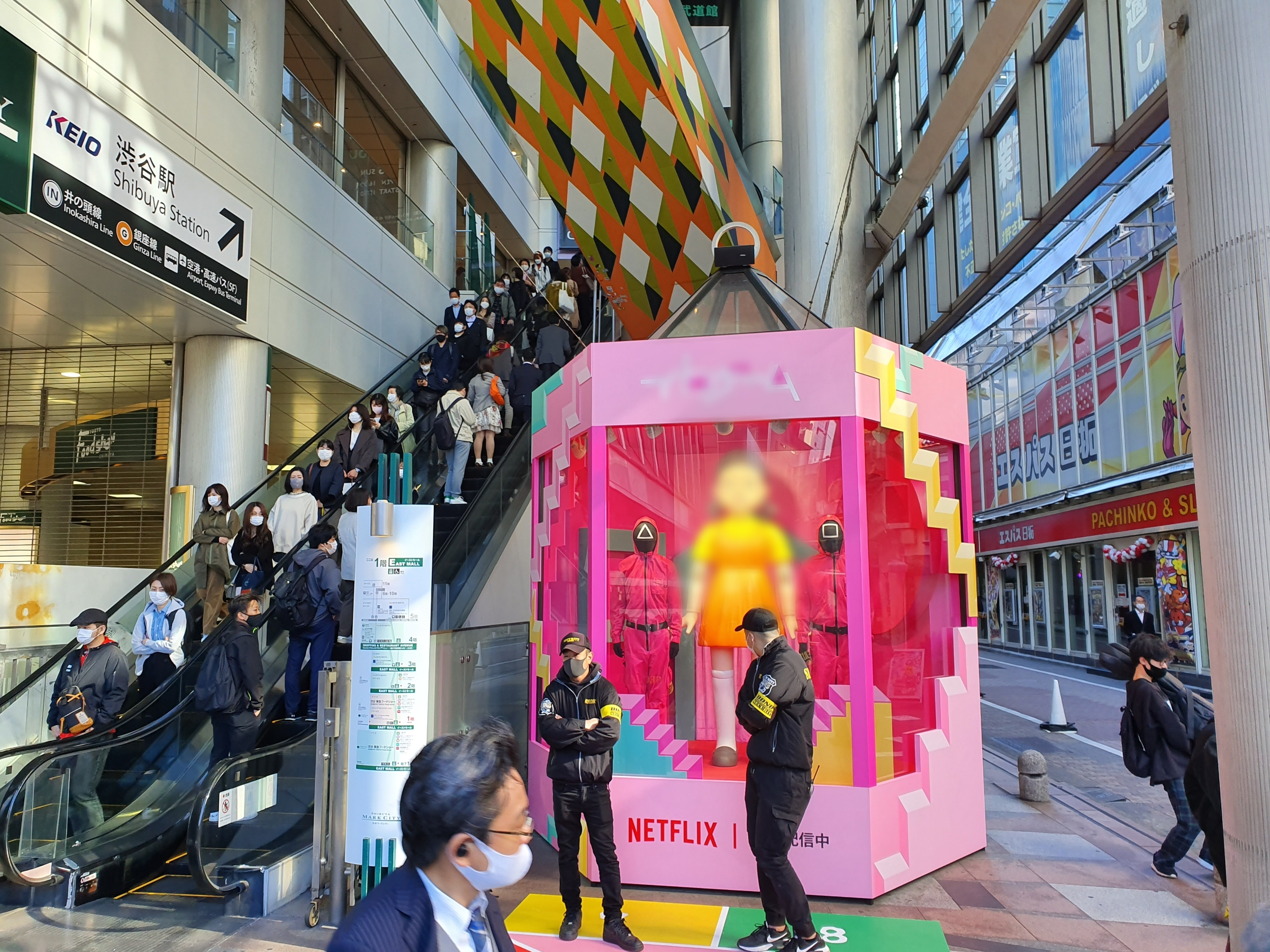
位于日本涩谷的一家购物广场宣传活动

- 2021年9月，在菲律賓奎松市的歐迪卡斯交流道上展出了該劇中使用的娃娃的復制品。[52]

- 一套更完整的復制品曾在梨泰院站展出。然而，由於對COVID-19檢疫條例的擔憂，該展覽被提前關閉。[53]

- 10月2日至3日，一個魷魚游戲彈出式商店在巴黎開業。如果一個人在1分30秒內能從椪糖中鑿出正確的形狀，就能贏得一個月的免費Netflix訂閱。[54][55]

- 為了配合萬聖節的到來，馬來西亞双威金字塔购物广场（英语：Sunway Pyramid）與Netflix合作，於2021年10月13日至31日舉辦一系列游戲和活動。 參與者在收到身穿桃紅服的工作人員派發的游戲邀請卡后可以在指定的商店享有特別優惠或促銷活動，也可通過參與線上游戲贏取獎品。 而雙威管理層也在與Netflix進行討論，以將活動擴展到其旗下的其他購物中心[56][57]。

- 配合《魷魚遊戲》的成功，Netflix在荷兰各個城市的廣場舉辦巡回比賽游戲，獲得青少年的熱烈回響，獲勝者的獎品包括椪糖糖果、彈珠、編號為456的運動服等等[58]。 而荷兰电视频道SBS 6则组织了一场与《鱿鱼游戏》相比的马拉松舞蹈比赛，由100对夫妇组成的200名舞者在共舞50小时内，以最少休息时间完成的组别可获得奖金10万欧元[59]。

- 2021年10月，《荷里活報道》採訪了Netflix亞洲公司的高管，他說Netflix正在考慮對該劇進行游戲改編的可能性。[60]

## 回响

### 評價
- 爛番茄根據31條評論，持有94%的新鮮度，均分8／10；共识评论：“《鱿鱼游戏》严酷残暴的风格不适合胆小的人观看，但其对社会的尖锐批评与出人意料的温柔内核会让观众粘在螢幕前——即使他们是透过指间观看此剧。”[61]Metacritic网站上根据5条评论，獲得78分，属“总体正面”评价。[62]

- 韓國媒體Joynews24對演藝從業相關人員約200人進行問卷調查「2021年最佳OTT作品」，調查中本片在「最佳OTT作品」中拿到120票排名第一。[63]

- 在韩国国内，对该剧的评价则看法不一，好坏参半。[64]

- 上海《文汇报》戴桃疆的评论认为，“在剧情缺陷明显，结尾无力且缺乏逻辑合理性的前提下，剧集仍然能够在全球范围内唤起共鸣，靠垫是带有全球化特性的主题：贫富差距和人性的扭曲。”[65]

### 社会影响
《鱿鱼游戏》的播出在全球激发了学习韩语的兴趣，而牛津英语词典在2021年10月的最新版本中增加了26个源自韩语的新词，包括新增「韩流」（hallyu），被广泛用于描述韩国在全球的流行文化。语言学习应用程序多邻国在节目上映后的两周内，在英国注册学习韩语的新用户增加了 76%，在美国增加了40%，是仅次于印地语的第二大增长语言。
魷魚遊戲的第二關椪糖引發了全球各地的椪糖熱潮，全球各地都出現了自製和挑戰椪糖的影片，也有網友在椪糖上加各種高難度圖案，如星巴克，菲律賓地圖，清明上河圖等，而桃園市長鄭文燦在FB上發文，展出印上鄭文傑圖案的椪糖，並打上文字「這能吃嗎」，港航也在FB上發出印上飛機圖案的椪糖，但招致網友批評。

### 模仿銷售
在美国，一家帮助客户摆脱信用卡债务的公司Relief则是与加拿大广告公司Wunder合作，透过社交媒体搭上《鱿鱼游戏》的流行制造銷售噱头，还向纽约和迈阿密的个人分发了10,000张类似《鱿鱼游戏》的报名卡片。但卡片的另一面不是要拨打的电话号码，而是一条信息，上面写着：「有更好的方法可以摆脱债务」。
在印尼首都雅加达，一家咖啡馆在馆内空间推出劇中游戏吸引人流，以推动COVID-19大流行下的經濟复苏，成功令其在疫情影响下减少的收入增加了两倍。
在秘鲁首都利马，一家书店举办《鱿鱼游戏》椪糖挑战赛，以免费送出书籍的方式来奖励挑战成功的参赛者。
在马来西亚，有业者趁势推出以鱿鱼游戏为主要特色的美甲系列，以及在选举活动中蹭鱿鱼游戏的热度。
在新加坡，新加坡警察部隊在2021年9月在其Facebook專頁發布一條背景為圆形、三角形和正方形，而正前方則有一個動畫，由四個隱約看到字型為「SCAM」(詐騙的英文字)演化為由新加坡警察部隊與全國罪案防范理事會聯合設置的防詐騙諮詢熱線的電話號碼。
在台湾，网红米砂模仿原作剧情和舞台设计，执导其AV改编版——《鲍鱼游戏》。该角色扮演色情影片由吴梦梦等台湾AV女优出演，原作失败者会被士兵枪毙在该影片中改为被强奸。
在香港，無綫電視處境喜劇《愛·回家之開心速遞》第1447和1448集推出惡搞本作的單元劇《鹹魚遊戲》，由本作的大龍生模仿魷魚遊戲安排接龍集團員工參加，基於喜劇性質他們即使落敗只是被安排裝作被士兵槍斃。與李政宰外貌相似的譚俊彥更在本劇客串成奇勳，但避免影射爭議，在兩集演員表只表示「成奇勳 - 456」和「譚俊彥 - 456」。
除此以外，網上團體試當真也於其綜藝節目試玩毛中舉辦改編自《魷魚遊戲》的《墨魚遊戲》，並更改當中遊戲內容，邀請多位藝人或網紅參與，獲勝者可以獲得由其贊助商提供的十萬元獎金，而與孔劉外貌相似的張松枝在開始特別演出，模仿邀請加入遊戲的神秘西裝男子。

## 獎項與提名
該劇獲得美國數個主要影視獎項的青睞，不僅獲頒美國電影學會電視類特別獎，製作人金志妍與黃東赫也於2021年年底抱回哥譚獨立電影獎的電視獎座。2022年年初，由吳永洙奪下金球獎最佳電視男配角，成為首位獲得金球獎的韓籍演員，該劇也是首部獲得美國演員工會獎提名暨得獎的非英語劇集，李政宰的演出除了受工會肯定，也獲頒獨立精神獎、評論家選擇電視獎與評論家選擇超級獎，該劇也是首部入圍美國製片人協會的非英語劇集。
2022年下半，該劇打破黃金時段艾美獎歷史，成為首部入圍劇情類影集主要獎項的非英語劇集，加上獎勵技術類的創意藝術艾美獎一共獲得14項提名。李瑜美於第74屆黃金時段創意藝術艾美獎獲得劇情類影集最佳客串女演員獎，成為首位獲得艾美獎的韓籍演員，李政宰則是首位以非英語劇集獲得劇情類影集最佳男主角的演員。
| 頒獎典禮                   | 日期           | 獎項                                      | 入圍者                                                                                    | 結果 | 參                              |
| -------------------------- | -------------- | ----------------------------------------- | ----------------------------------------------------------------------------------------- | ---- | ------------------------------- |
| 哥譚獨立電影獎             | 2021年11月29日 | 突破劇集－長篇（40分鐘以上）              | 《魷魚遊戲》（金志妍、黃東赫）                                                            | 獲獎 | [ 91 ] [ 80 ]                   |
| 哥譚獨立電影獎             | 2021年11月29日 | 最佳新劇集演出                            | 李政宰                                                                                    | 提名 | [ 91 ] [ 80 ]                   |
| 金玫瑰獎                   | 2021年11月29日 | 劇情類                                    | 《魷魚遊戲》                                                                              | 提名 | [ 92 ]                          |
| 人民选择奖                 | 2021年12月7日  | 2021年值得狂看電視節目                    | 《魷魚遊戲》                                                                              | 獲獎 | [ 93 ]                          |
| 金球獎                     | 2022年1月9日   | 最佳劇情類影集                            | 《魷魚遊戲》                                                                              | 提名 | [ 94 ] [ 95 ]                   |
| 金球獎                     | 2022年1月9日   | 最佳電視男演員－劇情類                    | 李政宰                                                                                    | 提名 | [ 94 ] [ 95 ]                   |
| 金球獎                     | 2022年1月9日   | 最佳男配角－電視類                        | 吳永洙                                                                                    | 獲獎 | [ 94 ] [ 95 ]                   |
| 澳洲影視藝術學院國際獎     | 2022年1月26日  | 最佳劇情類影集                            | 《魷魚遊戲》                                                                              | 提名 | [ 96 ] [ 97 ]                   |
| 澳洲影視藝術學院國際獎     | 2022年1月26日  | 最佳影集男演員                            | 李政宰                                                                                    | 提名 | [ 96 ] [ 97 ]                   |
| 韓國導演選擇獎             | 2022年2月24日  | 影集部門年度導演獎                        | 黃東赫                                                                                    | 獲獎 | [ 98 ] [ 99 ]                   |
| 韓國導演選擇獎             | 2022年2月24日  | 影集部門年度劇本獎                        | 黃東赫                                                                                    | 獲獎 | [ 98 ] [ 99 ]                   |
| 韓國導演選擇獎             | 2022年2月24日  | 影集部門年度女演員獎                      | 鄭好娟                                                                                    | 獲獎 | [ 98 ] [ 99 ]                   |
| 韓國導演選擇獎             | 2022年2月24日  | 影集部門年度男演員獎                      | 李政宰                                                                                    | 提名 | [ 98 ] [ 99 ]                   |
| 韓國導演選擇獎             | 2022年2月24日  | 影集部門年度新進女演員獎                  | 鄭好娟                                                                                    | 提名 | [ 98 ] [ 99 ]                   |
| 韓國導演選擇獎             | 2022年2月24日  | 影集部門年度新進女演員獎                  | 金姝怜                                                                                    | 提名 | [ 98 ] [ 99 ]                   |
| 韓國導演選擇獎             | 2022年2月24日  | 影集部門年度新進男演員獎                  | 吳永洙                                                                                    | 提名 | [ 98 ] [ 99 ]                   |
| 韓國導演選擇獎             | 2022年2月24日  | 影集部門年度新進男演員獎                  | 許城泰                                                                                    | 提名 | [ 98 ] [ 99 ]                   |
| 美國演員工會獎             | 2022年2月27日  | 劇情類影集最佳男演員                      | 李政宰                                                                                    | 獲獎 | [ 100 ] [ 101 ] [ 102 ] [ 84 ]  |
| 美國演員工會獎             | 2022年2月27日  | 劇情類影集最佳女演員                      | 鄭好娟                                                                                    | 獲獎 | [ 100 ] [ 101 ] [ 102 ] [ 84 ]  |
| 美國演員工會獎             | 2022年2月27日  | 劇情類影集最佳整體演出                    | 許城泰、全永秀、鄭好娟、金姝怜、李炳憲、李政宰、吳永洙、朴海秀、阿努帕姆·特里帕蒂、魏化儁 | 提名 | [ 100 ] [ 101 ] [ 102 ] [ 84 ]  |
| 美國演員工會獎             | 2022年2月27日  | 電視影集最佳特技團隊                      | 《魷魚遊戲》                                                                              | 獲獎 | [ 100 ] [ 101 ] [ 102 ] [ 84 ]  |
| 美國電影剪輯師工會艾迪獎   | 2022年3月5日   | 劇情類影集最佳剪輯                        | 南娜英（集數：剛布）                                                                      | 提名 | [ 103 ]                         |
| 藝術指導工會獎             | 2022年3月5日   | 最佳製作設計獎－一小時當代單鏡影集        | 蔡慶善（集數：剛布）                                                                      | 獲獎 | [ 104 ]                         |
| 獨立精神獎                 | 2022年3月6日   | 最佳新有腳本系列男性演出                  | 李政宰                                                                                    | 獲獎 | [ 105 ] [ 106 ] [ 107 ]         |
| 美國詞曲創作人協會         | 2022年3月8日   | 最佳電視製作原創配樂                      | 鄭在日                                                                                    | 提名 | [ 108 ]                         |
| 美國電影學會               | 2022年3月11日  | 美國電影學會特別獎（電視）                | 《魷魚遊戲》                                                                              | 獲獎 | [ 78 ]                          |
| 評論家選擇電視獎           | 2022年3月13日  | 最佳劇情類影集                            | 《魷魚遊戲》                                                                              | 提名 | [ 109 ] [ 110 ] [ 111 ] [ 112 ] |
| 評論家選擇電視獎           | 2022年3月13日  | 劇情類影集最佳男演員                      | 李政宰                                                                                    | 獲獎 | [ 109 ] [ 110 ] [ 111 ] [ 112 ] |
| 評論家選擇電視獎           | 2022年3月13日  | 最佳外語影集                              | 《魷魚遊戲》                                                                              | 獲獎 | [ 109 ] [ 110 ] [ 111 ] [ 112 ] |
| 評論家選擇超級獎           | 2022年3月17日  | 最佳動作類影集                            | 《魷魚遊戲》                                                                              | 獲獎 | [ 113 ] [ 114 ]                 |
| 評論家選擇超級獎           | 2022年3月17日  | 動作類影集最佳男演員                      | 李政宰                                                                                    | 獲獎 | [ 113 ] [ 114 ]                 |
| 評論家選擇超級獎           | 2022年3月17日  | 動作類影集最佳女演員                      | 金姝怜                                                                                    | 提名 | [ 113 ] [ 114 ]                 |
| 評論家選擇超級獎           | 2022年3月17日  | 動作類影集最佳女演員                      | 鄭好娟                                                                                    | 獲獎 | [ 113 ] [ 114 ]                 |
| 美國製片人協會             | 2022年3月19日  | 諾曼·費爾頓獎最佳電視連續劇製作人－劇情類 | 入圍者資格待定                                                                            | 提名 | [ 115 ]                         |
| 衛星獎                     | 2022年4月2日   | 最佳電視劇集－劇情類                      | 《魷魚遊戲》                                                                              | 獲獎 | [ 116 ]                         |
| 盧米埃娛樂科技獎           | 2022年4月23日  | 最佳連續劇－真人                          | 《魷魚遊戲》                                                                              | 獲獎 | [ 117 ]                         |
| 百想藝術大獎               | 2022年5月6日   | TV部門 大獎                               | 《魷魚遊戲》                                                                              | 獲獎 | [ 118 ] [ 119 ]                 |
| 百想藝術大獎               | 2022年5月6日   | TV部門 電視劇作品獎                       | 《魷魚遊戲》                                                                              | 提名 | [ 118 ] [ 119 ]                 |
| 百想藝術大獎               | 2022年5月6日   | TV部門 導演獎                             | 黃東赫                                                                                    | 提名 | [ 118 ] [ 119 ]                 |
| 百想藝術大獎               | 2022年5月6日   | TV部門 劇本獎                             | 黃東赫                                                                                    | 提名 | [ 118 ] [ 119 ]                 |
| 百想藝術大獎               | 2022年5月6日   | TV部門 藝術獎                             | 鄭在日（音樂）                                                                            | 獲獎 | [ 118 ] [ 119 ]                 |
| 百想藝術大獎               | 2022年5月6日   | TV部門 男子最優秀演技獎                   | 李政宰                                                                                    | 提名 | [ 118 ] [ 119 ]                 |
| 百想藝術大獎               | 2022年5月6日   | TV部門 男子配角獎                         | 許城泰                                                                                    | 提名 | [ 118 ] [ 119 ]                 |
| 百想藝術大獎               | 2022年5月6日   | TV部門 女子配角獎                         | 金姝怜                                                                                    | 提名 | [ 118 ] [ 119 ]                 |
| 百想藝術大獎               | 2022年5月6日   | TV部門 女子新人獎                         | 鄭好娟                                                                                    | 提名 | [ 118 ] [ 119 ]                 |
| MTV影視大獎                | 2022年6月5日   | 最佳節目                                  | 《魷魚遊戲》                                                                              | 提名 | [ 120 ]                         |
| MTV影視大獎                | 2022年6月5日   | 突破演出                                  | 鄭好娟                                                                                    | 提名 | [ 120 ]                         |
| 青龍系列大獎               | 2022年7月19日  | 電視劇部門 最優秀作品獎                   | 《魷魚遊戲》                                                                              | 提名 | [ 121 ] [ 122 ]                 |
| 青龍系列大獎               | 2022年7月19日  | 電視劇部門 男主角獎                       | 李政宰                                                                                    | 獲獎 | [ 121 ] [ 122 ]                 |
| 青龍系列大獎               | 2022年7月19日  | 電視劇部門 男配角獎                       | 朴海秀                                                                                    | 提名 | [ 121 ] [ 122 ]                 |
| 青龍系列大獎               | 2022年7月19日  | 電視劇部門 女配角獎                       | 金姝怜                                                                                    | 提名 | [ 121 ] [ 122 ]                 |
| 青龍系列大獎               | 2022年7月19日  | 電視劇部門 新人女演員獎                   | 鄭好娟                                                                                    | 獲獎 | [ 121 ] [ 122 ]                 |
| 電視評論家協會獎           | 2022年8月6日   | 劇情類個人成就                            | 李政宰                                                                                    | 提名 | [ 123 ] [ 124 ]                 |
| 電視評論家協會獎           | 2022年8月6日   | 劇情類最佳成就                            | 《魷魚遊戲》                                                                              | 提名 | [ 123 ] [ 124 ]                 |
| 電視評論家協會獎           | 2022年8月6日   | 年度節目                                  | 《魷魚遊戲》                                                                              | 提名 | [ 123 ] [ 124 ]                 |
| 金賽電視獎                 | 2022年8月11日  | 最佳劇情類影集                            | 《魷魚遊戲》                                                                              | 提名 | [ 125 ] [ 126 ]                 |
| 金賽電視獎                 | 2022年8月11日  | 最佳劇情類男演員                          | 李政宰                                                                                    | 提名 | [ 125 ] [ 126 ]                 |
| 金賽電視獎                 | 2022年8月11日  | 最佳劇情類女配角                          | 鄭好娟                                                                                    | 提名 | [ 125 ] [ 126 ]                 |
| 金賽電視獎                 | 2022年8月11日  | 最佳劇情類男配角                          | 吳永洙                                                                                    | 提名 | [ 125 ] [ 126 ]                 |
| 金賽電視獎                 | 2022年8月11日  | 最佳劇情類客串女演員                      | 李瑜美                                                                                    | 獲獎 | [ 125 ] [ 126 ]                 |
| 金賽電視獎                 | 2022年8月11日  | 最佳劇情類集數                            | 集數：剛布                                                                                | 提名 | [ 125 ] [ 126 ]                 |
| 金賽電視獎                 | 2022年8月11日  | 年度突破表演者                            | 鄭好娟                                                                                    | 提名 | [ 125 ] [ 126 ]                 |
| 金賽電視獎                 | 2022年8月11日  | 年度突破表演者                            | 李政宰                                                                                    | 提名 | [ 125 ] [ 126 ]                 |
| 好萊塢影評人協會電視獎     | 2022年8月14日  | 最佳國際影集                              | 《魷魚遊戲》                                                                              | 獲獎 | [ 127 ] [ 128 ]                 |
| 好萊塢影評人協會電視獎     | 2022年8月14日  | 串流影集最佳編劇－劇情類                  | 黃東赫（集數：幸運之日）                                                                  | 提名 | [ 127 ] [ 128 ]                 |
| 好萊塢影評人協會電視獎     | 2022年8月14日  | 串流影集最佳導演－劇情類                  | 黃東赫（集數：一二三，木頭人）                                                            | 提名 | [ 127 ] [ 128 ]                 |
| 好萊塢影評人協會電視獎     | 2022年8月14日  | 串流影集最佳女配角－劇情類                | 鄭好娟                                                                                    | 提名 | [ 127 ] [ 128 ]                 |
| 好萊塢影評人協會電視獎     | 2022年8月14日  | 串流影集最佳男配角－劇情類                | 朴海秀                                                                                    | 提名 | [ 127 ] [ 128 ]                 |
| 好萊塢影評人協會電視獎     | 2022年8月14日  | 串流影集最佳男主角－劇情類                | 李政宰                                                                                    | 獲獎 | [ 127 ] [ 128 ]                 |
| 好萊塢影評人協會電視獎     | 2022年8月14日  | 最佳串流影集－劇情類                      | 《魷魚遊戲》                                                                              | 提名 | [ 127 ] [ 128 ]                 |
| 道林電視獎                 | 2022年8月17日  | 最佳非英語電視節目                        | 《魷魚遊戲》                                                                              | 獲獎 | [ 129 ]                         |
| 道林電視獎                 | 2022年8月17日  | 最具視覺衝擊電視節目                      | 《魷魚遊戲》                                                                              | 提名 | [ 129 ]                         |
| 愛丁堡電視獎               | 2022年8月25日  | 最佳國際劇情類                            | 《魷魚遊戲》                                                                              | 提名 | [ 130 ] [ 131 ]                 |
| 黃金時段艾美獎             | 2022年9月12日  | 最佳劇情類影集                            | 《魷魚遊戲》                                                                              | 提名 | [ 132 ] [ 133 ] [ 134 ]         |
| 黃金時段艾美獎             | 2022年9月12日  | 劇情類影集最佳男主角                      | 李政宰                                                                                    | 獲獎 | [ 132 ] [ 133 ] [ 134 ]         |
| 黃金時段艾美獎             | 2022年9月12日  | 劇情類影集最佳男配角                      | 朴海秀                                                                                    | 提名 | [ 132 ] [ 133 ] [ 134 ]         |
| 黃金時段艾美獎             | 2022年9月12日  | 劇情類影集最佳男配角                      | 吳永洙                                                                                    | 提名 | [ 132 ] [ 133 ] [ 134 ]         |
| 黃金時段艾美獎             | 2022年9月12日  | 劇情類影集最佳女配角                      | 鄭好娟                                                                                    | 提名 | [ 132 ] [ 133 ] [ 134 ]         |
| 黃金時段艾美獎             | 2022年9月12日  | 劇情類影集最佳導演                        | 黃東赫（集數：一二三，木頭人）                                                            | 獲獎 | [ 132 ] [ 133 ] [ 134 ]         |
| 黃金時段艾美獎             | 2022年9月12日  | 劇情類影集最佳編劇                        | 黃東赫（集數：幸運之日）                                                                  | 提名 | [ 132 ] [ 133 ] [ 134 ]         |
| 黃金時段艾美獎             | 2022年9月4日   | 劇情類影集最佳客串女演員                  | 李瑜美（集數：剛布）                                                                      | 獲獎 | [ 132 ] [ 133 ] [ 134 ]         |
| 黃金時段艾美獎             | 2022年9月4日   | 當代敘事節目最佳製作設計（一小時以上）    | 蔡慶善、金恩智、金正坤（集數：剛布）                                                      | 獲獎 | [ 132 ] [ 133 ] [ 134 ]         |
| 黃金時段艾美獎             | 2022年9月4日   | 單鏡系列最佳攝影（一小時）                | 李亨德（集數：即使被困住也要選邊站）                                                      | 提名 | [ 132 ] [ 133 ] [ 134 ]         |
| 黃金時段艾美獎             | 2022年9月4日   | 劇情類影集最佳單鏡影片剪輯                | 南娜英（集數：剛布）                                                                      | 提名 | [ 132 ] [ 133 ] [ 134 ]         |
| 黃金時段艾美獎             | 2022年9月4日   | 最佳原創主題曲音樂                        | 鄭在日                                                                                    | 提名 | [ 132 ] [ 133 ] [ 134 ]         |
| 黃金時段艾美獎             | 2022年9月4日   | 單集最佳特殊視覺效果                      | 鄭在勳、康文正、金惠珍、趙賢真、金勝哲、李在範、申敏秀、石鐘淵、全勝萬（集數：貴賓們）    | 獲獎 | [ 132 ] [ 133 ] [ 134 ]         |
| 黃金時段艾美獎             | 2022年9月4日   | 最佳特技表演                              | 李泰勳、沈尚民、金次伊、李泰英（集數：即使被困住也要選邊站）                              | 獲獎 | [ 132 ] [ 133 ] [ 134 ]         |
| APAN Star Awards           | 2022年9月29日  | 作品獎                                    | 《魷魚遊戲》                                                                              | 提名 | [ 135 ] [ 136 ] [ 137 ]         |
| APAN Star Awards           | 2022年9月29日  | 導演獎                                    | 黃東赫                                                                                    | 提名 | [ 135 ] [ 136 ] [ 137 ]         |
| APAN Star Awards           | 2022年9月29日  | 女子新人獎                                | 鄭好娟                                                                                    | 提名 | [ 135 ] [ 136 ] [ 137 ]         |
| APAN Star Awards           | 2022年9月29日  | 男子演技獎                                | 許城泰                                                                                    | 獲獎 | [ 135 ] [ 136 ] [ 137 ]         |
| APAN Star Awards           | 2022年9月29日  | OTT男子優秀演技獎                         | 朴海秀                                                                                    | 提名 | [ 135 ] [ 136 ] [ 137 ]         |
| APAN Star Awards           | 2022年9月29日  | OTT男子優秀演技獎                         | 吳永洙                                                                                    | 提名 | [ 135 ] [ 136 ] [ 137 ]         |
| APAN Star Awards           | 2022年9月29日  | OTT女子優秀演技獎                         | 李瑜美                                                                                    | 提名 | [ 135 ] [ 136 ] [ 137 ]         |
| APAN Star Awards           | 2022年9月29日  | OTT男子最優秀演技獎                       | 李政宰                                                                                    | 提名 | [ 135 ] [ 136 ] [ 137 ]         |
| APAN Star Awards           | 2022年9月29日  | 女子人氣獎                                | 鄭好娟                                                                                    | 提名 | [ 135 ] [ 136 ] [ 137 ]         |
| 線上電影與電視協會電視獎   | 2022年10月2日  | 最佳劇情類影集                            | 《魷魚遊戲》                                                                              | 提名 | [ 138 ]                         |
| 線上電影與電視協會電視獎   | 2022年10月2日  | 劇情類影集最佳男演員                      | 李政宰                                                                                    | 提名 | [ 138 ]                         |
| 線上電影與電視協會電視獎   | 2022年10月2日  | 劇情類影集最佳女演員                      | 鄭好娟                                                                                    | 提名 | [ 138 ]                         |
| 線上電影與電視協會電視獎   | 2022年10月2日  | 劇情類影集最佳男配角                      | 吳永洙                                                                                    | 提名 | [ 138 ]                         |
| 線上電影與電視協會電視獎   | 2022年10月2日  | 劇情類影集最佳女配角                      | 鄭好娟                                                                                    | 提名 | [ 138 ]                         |
| 線上電影與電視協會電視獎   | 2022年10月2日  | 劇情類影集最佳客串女演員                  | 李瑜美                                                                                    | 亚军 | [ 138 ]                         |
| 線上電影與電視協會電視獎   | 2022年10月2日  | 劇情類影集最佳選角與整體演出              | 《魷魚遊戲》                                                                              | 亚军 | [ 138 ]                         |
| 線上電影與電視協會電視獎   | 2022年10月2日  | 劇情類影集最佳導演                        | 《魷魚遊戲》                                                                              | 獲獎 | [ 138 ]                         |
| 線上電影與電視協會電視獎   | 2022年10月2日  | 劇情類影集最佳編劇                        | 《魷魚遊戲》                                                                              | 提名 | [ 138 ]                         |
| 線上電影與電視協會電視獎   | 2022年10月2日  | 劇情類影集最佳影片剪輯                    | 《魷魚遊戲》                                                                              | 獲獎 | [ 138 ]                         |
| 線上電影與電視協會電視獎   | 2022年10月2日  | 單鏡影集最佳攝影                          | 《魷魚遊戲》                                                                              | 獲獎 | [ 138 ]                         |
| 線上電影與電視協會電視獎   | 2022年10月2日  | 最佳美術設計－當代                        | 《魷魚遊戲》                                                                              | 亚军 | [ 138 ]                         |
| 線上電影與電視協會電視獎   | 2022年10月2日  | 最佳特效                                  | 《魷魚遊戲》                                                                              | 亚军 | [ 138 ]                         |
| 線上電影與電視協會電視獎   | 2022年10月2日  | 最佳特技                                  | 《魷魚遊戲》                                                                              | 獲獎 | [ 138 ]                         |
| 線上電影與電視協會電視獎   | 2022年10月2日  | 最佳主題音樂                              | 《魷魚遊戲》                                                                              | 提名 | [ 138 ]                         |
| 釜山國際電影節亞洲內容獎   | 2022年10月8日  | 技術成就獎                                | 《魷魚遊戲》                                                                              | 獲獎 | [ 139 ] [ 140 ]                 |
| 釜山國際電影節亞洲內容獎   | 2022年10月8日  | 最佳男配角                                | 朴海秀                                                                                    | 獲獎 | [ 139 ] [ 140 ]                 |
| 評論家選擇協會亞太影視典禮 | 2022年11月4日  | 電視導演獎                                | 黃東赫                                                                                    | 獲獎 | [ 141 ] [ 142 ]                 |

## 其它动向
为配合《鱿鱼游戏》的全球流行和进一步推广韩国文化，韩国驻阿联酋大使馆下属部门的韩国文化中心对此将剧情搬到现实中，于2021年10月12日在驻阿联酋使馆内主办了一场《鱿鱼游戏》的文化交流活动，以让阿联酋民众了解韩国儿童所熟悉的鱿鱼游戏，以及体验剧中的气氛。活动以锦标赛的方式进行，30名参与者分成两组，玩家会穿着节目标志性的红制服与穿着几何图形面罩的守卫互动，输掉游戏的参与者则被安排在旁边观赛。

## 相关事件

### 真人實境秀
2022年6月，Netflix宣佈製作真人實境競技節目《魷魚遊戲：真人挑戰賽》，邀請全世界各國的456名選手參加比賽，角逐高達456萬美元的獎金，而比賽項目與影集相同。節目於2023年初在英國贝德福德郡Cardington Studios錄製。節目定於2023年11月22日在Netflix首播。

### 誤用一般民眾電話號碼
在《魷魚游戲》第一集中，由孔劉飾演的神秘人派出邀請卡給予主角時，名片上所出現的8位數的電話號碼，被證實是實際使用的號碼。一名在慶尚北道賣羊羹的女性韓國用戶在劇播出後申訴，她已經用了10年的電話每天都不斷收到短訊和來電，已經嚴重影響她的正常生活，深受困擾，而因為該用戶使用的是商務電話，所以不能更換。Netflix隨後向苦主協商，提出100萬韓元（约相当于800美元）的賠償金，但她沒有接受。不過，SBS報導稱，她已獲得最高500萬韓元的賠償，除此之外，有一名住在京畿道的40多岁韩国男子申诉，他与妻子在劇播出後也收到了类似的恶作剧电话，而该名男子的妻子的号码除了最后一位数字外都是相同的号码。導演黃東赫在一次访问中就電話號碼一事向受害者道歉，解釋當初制作团队確實發現一組無法接通的號碼，但沒想到韓國手機撥出機制會自動添加「010」前缀，導致受害者的出現。
2021年9月26日，韓國國家革命黨名譽代表許京寧，在Facebook上發文稱聽說有人遭受嚴重的電話騷擾，他稱會用1億韓元買下這個電話號碼。
2021年10月5日，因號碼的擁有者報告受到成千上萬的惡作劇電話轟炸，Netflix發言人與韓國製作公司Siren Pictures接受采訪時透露，為了保護電話主人的隱私權，《魷魚游戲》裡第一集部分畫面將會被刪掉，並要求粉絲不要打惡作劇電話或消息。

### 剧中使用现实銀行帳戶
導演黄东赫曾經透露劇集中的贏家銀行帳戶是現實存在的，来自內部其中一位工作人員，其使用前已經过同意。黄东赫也提到，他們當時每天都會收到465韩币，有打算將該組帳號註銷。

### 抄襲嫌疑
該劇被一些网络人士指稱疑似抄襲《要聽神明的話》（2011年），或与《賭博默示錄》（1996年）等類似題材的作品。不过，導演黃東赫于9月23日《魷魚遊戲》新闻发布会上否認相關指责。黄东赫表示，《鱿鱼游戏》从2008年开始筹备了近10年。至于为什么韩剧开播需要这么长时间，黄东赫解释是因为在这些时期，演员选角和获得投资都极其困难。而一个游戏赢家致富的概念是不受欢迎的，加上比赛的残酷性质，所以不得不搁置。他被问及《鱿鱼游戏》剧情与《要聽神明的話》相似时表示，仅有首个遊戲相似，但在之后没有任何相似，自己早在2008到2009年就開始構思劇本，当时第一款游戏已经被固定。黄东赫表示，「虽然不一定要声称拥有故事的所有权，但如果一定要追究，我想說是我先做」。
2021年10月20日，优酷宣布制作全新的综艺节目《鱿鱼的胜利》，介绍词上还写著：「智力、体力大挑战，儿时游戏回忆杀」，被中韩网民批评节目名字与内容皆抄袭韩国电视剧《鱿鱼游戏》。优酷隔日在微博发表致歉声明，表示工作人员误将已删除的设计初稿在招商会现场进行了使用，随后节目更改成《游戏的胜利》。

### 盗版傳播
韓國民間團體「韓國之友」以「偷看可以嗎？停止中國非法盜播韓國的（影視）內容！」為題在網上發起聯署。內文指，《魷魚遊戲》熱潮橫掃全球，但在沒有Netflix串流服務的中國大陆卻被「大規模地非法播放」。聯署發起人進一步指，過去5年不少中國大陆非法網站盜播韓國的影視作品，但中国大陆当局卻沒有採取任何措施去阻止這程行為。南韓之友在聯署中，要求中國大陆政府接照韓中自貿協定，採取行動，包括中华人民共和国國家版權局及公安部門應調查所有非法盜播網站、及涉及的人員，制止這些侵權行為繼績傷害版權持有人的利益。
2021年10月6日，韓國駐華大使张夏成早前透過視象，出席國會外交統一委員會國政監查會。他在會上提到，中國大陆現時有60多個網站非法盜播《魷魚遊戲》。目前Netflix尚未進入中國大陆市場，並在「限韓令」措施影響下，部分韓劇遭限播，但卻有不少新作品在上線次日就被配上字幕在中國大陆非法播放。10月7日，韓國外交部發言人崔泳杉則在例行記者會上表示，韓方已向中方反映了《魷魚遊戲》在中國大陆非法傳播問題，並積極展開應對。把6間駐華領使館列為指定為知識產權保護重點機構，將與當地的部門合作，監管韓國知識產權被侵害的事宜。外交部往後將與文化體育觀光部等部門合作，盡量防止韓國文化內容知識產權被侵害。

### 對暴力的描寫
澳門教育及青年發展局於2021年10月18日發出新聞稿，文中以《XX游戏》代称《鱿鱼游戏》，認為该剧集“內容含有大量暴力血腥、令人驚慄的元素、被扭曲的價值觀，當中涉及駭人的暴力情節”。教青局称此劇“屬限制級別，不適合兒童及青少年觀看”，并呼籲“切勿模仿劇中暴力不當行為”。

### 萬聖節派對槍擊案
2021年10月29日，在巴拿馬聖阿納區一場以《魷魚遊戲》為主題的萬聖節派對上，有黑幫成員在場發起槍戰，造成最少8人死亡、7人受傷。

### 北韩境内非法传播
美國媒體《自由亞洲》在11月23日引述北韩咸镜北道执法人员的消息報道，有七名高中生因偷看《魷魚遊戲》而被捕，一名负责进口和销售的进口商被判死刑。事缘起于一名朝鲜学生从进口商处偷偷购买了一个《魷魚遊戲》的与密友一起看了这部电视剧，然后向其他朋友传播后遭到审查。该名传播的高中生被判無期徒刑，其他高中生則被判五年勞動教化，售賣影片的人被槍斃。而且，涉事學生所就讀高中的校長、青年秘書与導師等被解雇，還失去朝鮮勞動黨籍。另有咸镜北道居民表示，该起事件导致市场和街道上的外国戏剧销售商受到大规模审查。

## 另見
| - 魷魚遊戲 - 魷魚遊戲2 - 一二三木頭人 - 兩人三腳 - 拔河 - 彈珠 | - 椪糖 - 畫片 - 墊腳石橋 |

## 外部連結
- 在Netflix上觀看《魷魚遊戲》
- Daum上《魷魚遊戲》的資料
- 豆瓣电影上《魷魚遊戲》的資料 （简体中文）
- 爛番茄上《魷魚遊戲》的資料（英文）
- 《魷魚遊戲》的Instagram帳戶
- 《魷魚遊戲》的X（前Twitter）